# Sinophora
Sinophora — род полужесткокрылых насекомых из семейства цикад-пенниц.

## Описание
Задние голени с четырьмя боковыми зубцами. Боковые края переднеспинки длинные, сильно расходящиеся, переднеспинка заметно шире головы с глазами. Длина глаза по боковому краю значительно меньше (в полтора раза) длины бокового киля переднеспинки. Генитальные пластинки не отчленённые, слитые и сильно укороченные, стилусы торчат.

## Систематика
В составе рода:
- Sinophora chuzenjiana Matsumura, 1942
- Sinophora fusca Metcalf & Horton, 1934
- Sinophora hasegawai Matsumura, 1942
- Sinophora hatimantaiana Matsumura, 1942
- Sinophora hoshiana Matsumura, 1942
- Sinophora iwateana Matsumura, 1942
- Sinophora japonica Matsumura, 1942
- Sinophora koreana Matsumura, 1942
- Sinophora maculosa Melichar, 1902
- Sinophora mitakeana Matsumura, 1942
- Sinophora nigroscutellata Matsumura, 1942
- Sinophora submacula Metcalf & Horton, 1934
- Sinophora yatugadakeana Matsumura, 1942